# Batalha do estreito de Messana
A Batalha do estreito de Messana ou Batalha de Messana foi uma batalha naval travada em 276 a.C. quando uma frota cartaginesa atacou a frota siciliana de Pirro do Epiro, que tentava cruzar o estreito de Messina de volta para a península Itálica. Pirro havia deixado a Itália para a Sicília no outono de 278 a.C. e conseguiu diversas grandes vitórias contra os exércitos cartagineses, mas os sucessos da República Romana contra os aliados italianos de Pirro convenceram-no a voltar para tentar reverter a situação.

## Batalha
Enquanto Pirro estava transportando suas tropas até Régio, foi atacado pelos cartagineses, que infligiram pesadas perdas à sua frota. Os navios sobreviventes de Pirro, somente 40 dos 110 navios originais, incluindo os navios de transporte, aportaram em Locri, onde Pirro havia deixado seu filho, Alexandre no início da campanha sicialiana.
Neste naufrágio, Pirro perdeu muitas de suas melhores forças, especialmente os mais experientes guerreiros das falanges, sobreviventes das campanhas de 280 e 279 a.C. na península, uma perda que teria grande impacto na definitiva derrota de Pirro na Batalha de Malevento no ano seguinte.